# 불을 가지고 노는 소녀
불을 가지고 노는 소녀는 스티그 라르손의 소설이다. 젠더폭력을 큰 축으로 하는 추리소설이다. 2009년 스웨덴에서 영화화되었다. 이 작품이 대한민국에서 개봉된 것은 3년 후인 2012년 3월 22일이었다.

## 줄거리
미카엘 블룸크비스트는 프리랜서 기자 다그 스벤손을 만나서 스웨덴의 인신 매매에 대한 기사를 쓰게 된다. 어느 날 다그 스벤슨은 자기 집에서 살해당하고, 리스벳 살란데르와 그의 후견인 닐스 비우르만이 용의자 목록에 올라간다.

## 기타
- 《불을 가지고 노는 소녀1》. 뿔. 2011년. ISBN 9788901117324
- 《불을 가지고 노는 소녀2》. 뿔. 2011년. ISBN 9788901117331